# Jan Holenda
Jan Holenda (* 22. August 1985 in Prag) ist ein tschechischer Fußballspieler. Der Stürmer steht derzeit bei Viktoria Pilsen unter Vertrag.

## Vereinskarriere
Holenda begann mit dem Fußballspielen bei Sparta Prag, dort wurde er im Januar 2003 von der A-Jugend in die B-Mannschaft übernommen, die in der 2. Liga spielte. In anderthalb Jahren bestritt der Stürmer 34 Zweitligaspiele, in denen er zwei Tore schoss. In der Saison 2004/05 war er an den damaligen Erstligisten FK Drnovice ausgeliehen, für den er in 25 Spielen fünf Treffer erzielte.
Im Sommer 2005 wechselte er, erneut auf Leihbasis, zu Slovan Liberec, obwohl er schon zehn Tage beim Nachbarverein FK Jablonec trainiert, und dort zugesagt hatte. In Liberec kam Holenda bis Ende 2006 auf 31 Einsätze und sechs Tore.
Anschließend wurde ihm mitgeteilt, sich einen neuen Verein zu suchen, woraufhin der Angreifer, immer noch bei Sparta Prag unter Vertrag, nach České Budějovice ging. Beim dortigen SK Dynamo fand er nicht zu seiner Topform und schoss nur ein Tor in elf Spielen. Im Sommer 2007 kehrte er zu seinem Stammverein Sparta Prag zurück. Dort absolvierte er nur ein Ligaspiel und wurde Ende September an den FK Siad Most ausgeliehen. In der Winterpause kehrte der Stürmer zu Sparta Prag zurück.
Holenda wechselte im Januar 2010 zum russischen Erstligaaufsteiger Anschi Machatschkala.

## Nationalmannschaft
Jan Holenda spielte mit Ausnahme der U17 und U20 für alle tschechischen Juniorennationalteams. Für die U21-Auswahl schoss er in 14 Spielen zwischen 2006 und 2007 ein Tor.

## Erfolge
- Tschechischer Meister 2016 mit Viktoria Pilsen